# Super Duper Love (Are You Diggin' on Me)
Super Duper Love (Are You Diggin' on Me) é uma canção de Willie "Sugar Billy" Garner, escrita em 1974 e lançada em 1975. Foi o single de seu álbum Super Duper Love. 
A canção tornou-se popular na voz da cantora inglesa Joss Stone, tendo sido o segundo e último single de The Soul Sessions e sido lançado em maio de 2004. A versão de Stone venceu o prémio de Melhor Pop na edição de 2005 da premiação Os Melhores do Ano, da estação portuguesa Rádio Nova Era.
A música faz parte dos filmes Um Príncipe em Minha Vida e Bridget Jones no Limite da Razão, ambos de 2004, e Monster-in-Law, de 2005.

## Paradas - versão de Joss Stone
| Chart (2004)         | Posição Maior |
| -------------------- | ------------- |
| German Singles Chart | 78            |
| UK Singles Chart     | 18            |